# Piper substilosum
Piper substilosum är en pepparväxtart som beskrevs av Truman George Yuncker. Piper substilosum ingår i släktet Piper och familjen pepparväxter. Inga underarter finns listade i Catalogue of Life.